# Zethus infundibuliformis
Zethus infundibuliformis är en stekelart som först beskrevs av Fabricius 1804.  Zethus infundibuliformis ingår i släktet Zethus och familjen Eumenidae. Inga underarter finns listade i Catalogue of Life.